# Fristaten Trieste
Friterritoriet Trieste eller Fristaten Trieste (italiensk Territorio libero di Trieste, slovensk Svobodno tržaško ozemlje, kroatisk Slobodni teritorij Trsta) var en bystat omkring byen Trieste mellem Italien og Jugoslavien, skabt af FN's Sikkerhedsråd af tidligere italiensk land efter Kongeriget Italiens nederlag i 2. verdenskrig og administreret af en militær guvernør med kommandoen over de fredsbevarende styrker i området.
Fristaten blev afviklet de facto og territoriet overtaget af dens to naboer Italien og Jugoslavien i 1954. Fristaten blev officielt opløst efter underskrivelsen af Osimo-traktaten 1975, der trådte i kraft fra 1977.
45°41′N 13°45′Ø / 45.68°N 13.75°Ø